# José Augustin Llano y de la Quadra
José Augustin Llano y de la Quadra (ur. 5 października 1722 w San Julián de Musquera, zm. 13 marca 1794 w Wiedniu) – hiszpański dyplomata pochodzący z Kraju Basków. Od 23 kwietnia 1772 markiz de Llano.
Był synem Simona de Llano y Músquez i Franciski de la Cuadra y Llarena, oraz siostrzeńcem markiza de Villarías. W latach 1786–1794 był ambasadorem Hiszpanii na wiedeńskim dworze. Polskim dyplomatom tam przebywającym udało się pozyskać sobie jego sympatię, pomoc i zrozumienie. Został kawalerem Zakonu Santiago w 1741 roku.
Dnia 31 marca 1765 poślubił Isabel María Parreño Arce y Valdés, mieli czworo dzieci.